# زباله‌دان اقیانوس هند

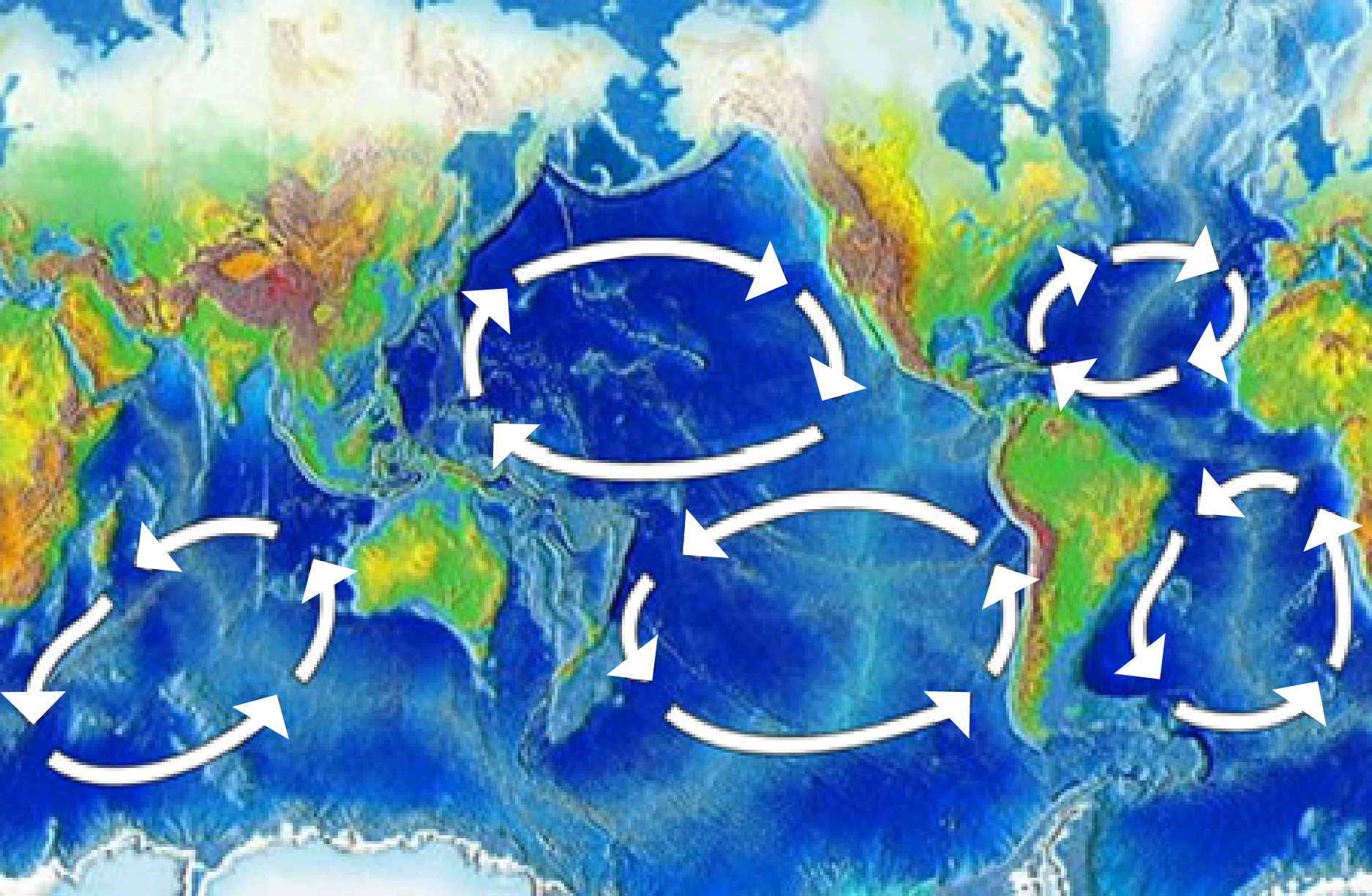
زباله‌های موجود در پنج چرخاب اقیانوسی اصلی کره زمین

زباله‌دان اقیانوس هند (انگلیسی: Indian Ocean garbage patch) که در سال ۲۰۱۰ کشف شد، چرخابی از زباله‌های دریایی است که بر روی سطح آب‌های اقیانوس هند و به‌ویژه در چرخاب اقیانوس هند که یکی از پنج چرخاب اقیانوسی بزرگ زمین است، شناور شده‌اند.
در سال ۱۹۸۸ و پیش از کشف این زباله‌دان، وجود آن در مقاله‌ای که توسط اداره ملی اقیانوسی و جوی ایالات متحده (NOAA) منتشر شد، پیش‌بینی شده بود. این پیش‌بینی بر پایه نتایج یافته‌های پژوهشگران در آلاسکا طی سال‌های ۱۹۸۵ تا ۱۹۸۸ بود که میزان پلاستیک موجود در سطح آبزیان اقیانوس آرام شمالی را اندازه‌گیری کرده بودند.